# International Challenge of Champions
Die International Challenge of Champions ist ein jährlich ausgetragenes 9-Ball-Poolbillardturnier. Von 1991 bis 2012 fand es im Mohegan Sun Hotel in Uncasville in Connecticut in den USA statt. 2013 wurde es nicht ausgetragen. 2014 fand es im Harrah’s Resort Southern California im Valley Center in Kalifornien statt, 2015 in Immokalee in Florida.
Seit 2009 nehmen jeweils vier eingeladene Poolbillardspieler teil. Der Gewinner bekommt dabei das gesamte Preisgeld von 25.000 US-Dollar.
Chao Fong-Pang ist mit drei Titeln der erfolgreichste Spieler des Turniers. Oliver Ortmann ist mit zwei Turniersiegen der erfolgreichste Deutsche.

## Sieger
| Jahr | Sieger               | 2. Platz          | 3. Platz          | 3. Platz           |
| ---- | -------------------- | ----------------- | ----------------- | ------------------ |
| 1991 | Mike Lebron          | nicht bekannt     | nicht bekannt     | nicht bekannt      |
| 1992 | Buddy Hall           | nicht bekannt     | nicht bekannt     | nicht bekannt      |
| 1993 | Allen Hopkins        | nicht bekannt     | nicht bekannt     | nicht bekannt      |
| 1994 | Nick Varner          | nicht bekannt     | nicht bekannt     | nicht bekannt      |
| 1995 | Chao Fong-Pang       | nicht bekannt     | nicht bekannt     | nicht bekannt      |
| 1996 | Ralf Souquet         | nicht bekannt     | nicht bekannt     | nicht bekannt      |
| 1997 | Oliver Ortmann       | nicht bekannt     | nicht bekannt     | nicht bekannt      |
| 1998 | Lee Kun-fang         | nicht bekannt     | nicht bekannt     | nicht bekannt      |
| 1999 | Francisco Bustamante | Oliver Ortmann    | Ralf Souquet      | Kunihiko Takahashi |
| 2000 | Oliver Ortmann       | nicht bekannt     | nicht bekannt     | nicht bekannt      |
| 2001 | Chao Fong-Pang       | nicht bekannt     | nicht bekannt     | nicht bekannt      |
| 2002 | Efren Reyes          | nicht bekannt     | nicht bekannt     | nicht bekannt      |
| 2003 | Francisco Bustamante | nicht bekannt     | nicht bekannt     | nicht bekannt      |
| 2004 | Thomas Engert        | nicht bekannt     | nicht bekannt     | nicht bekannt      |
| 2005 | Chao Fong-Pang       | nicht bekannt     | nicht bekannt     | nicht bekannt      |
| 2006 | Johnny Archer        | nicht bekannt     | nicht bekannt     | nicht bekannt      |
| 2007 | Niels Feijen         | nicht bekannt     | nicht bekannt     | nicht bekannt      |
| 2008 | Fu Jianbo            | nicht bekannt     | nicht bekannt     | nicht bekannt      |
| 2009 | Mika Immonen         | nicht bekannt     | nicht bekannt     | nicht bekannt      |
| 2010 | Mika Immonen         | nicht bekannt     | nicht bekannt     | nicht bekannt      |
| 2011 | Darren Appleton      | nicht bekannt     | nicht bekannt     | nicht bekannt      |
| 2012 | Darren Appleton      | nicht bekannt     | nicht bekannt     | nicht bekannt      |
| 2014 | Thorsten Hohmann     | Darren Appleton   | Shane van Boening | Dennis Orcollo     |
| 2015 | Shane van Boening    | Niels Feijen      | Albin Ouschan     | Thorsten Hohmann   |
| 2016 | Jayson Shaw          | Shane van Boening | Alex Pagulayan    | Cheng Yu-hsuan     |